# 무등병
무등병(無等兵)은 군에 입대한 후 훈련 중에 있는, 계급이 없는 군인을 말한다. 이는 세계의 다른 군대에서 육군 신병이나 선원 신병을 합친 것과 같다.
정식명칭은 장정(長篇)으로, 직급을 부여받기 전의 병사를 일컫는다. 장정은 휘장을 착용하지 않으며, 일반적으로 기초교육을 받은 사람만이 직급을 맡는다. "훈련생"을 의미하는 훈련병이라는 용어는 아직 신병 훈련소에 있는 사람들에게도 사용된다.
북한의 조선인민군은 이에 상응하는 입장을 유지하지 않는다.

## 같이 보기
- 대한민국 국군
- 대한민국 정부